# Globe (Arizona)
Globe je město v okrese Gila County ve státě Arizona ve Spojených státech amerických.
K roku 2010 zde žilo 7 532 obyvatel. S celkovou rozlohou 46,7 km² byla hustota zalidnění 161,3 obyvatel na km².